# بدر الكحيل
بدر بن علي الكحيل الطويلعي العنزي، سفير السعودية السابق لدى جمهورية المالديف من أغسطس 2015 حتى نوفمبر 2018، وأمين عام مؤسسة محمد بن سلمان (مسك)، وعمل مدة 15 عاماً قبل تعيينه سفيراً في الكثير من الشركات العالمية والمحلية.

## المؤهلات
- البكالوريوس في الهندسة الصناعية من جامعة الملك سعود.[3]

## الحياة المهنية
- سفير المملكة العربية السعودية لدى جمهورية المالديف.[4]
- العضو المنتدب لشركة الشرق الأوسط للبيئة.
- المدير التنفيذي للمراجعة الداخلية والجودة في شركة نادك.
- رئيس قسم التخطيط وتأكيد الجودة في شركة أي بي بي العالمية (ABB).[5]